# Марія Тальоні
Марія Тальо́ні (італ. Maria Taglioni; 23 квітня 1804, Стокгольм — 22 квітня 1884, Марсель) — видатна італійська балерина, балетмейстерка, педагогиня. Представниця італійської балетної династії Тальоні, одна з центральних представниць балету епохи романтизму.

## Біографія

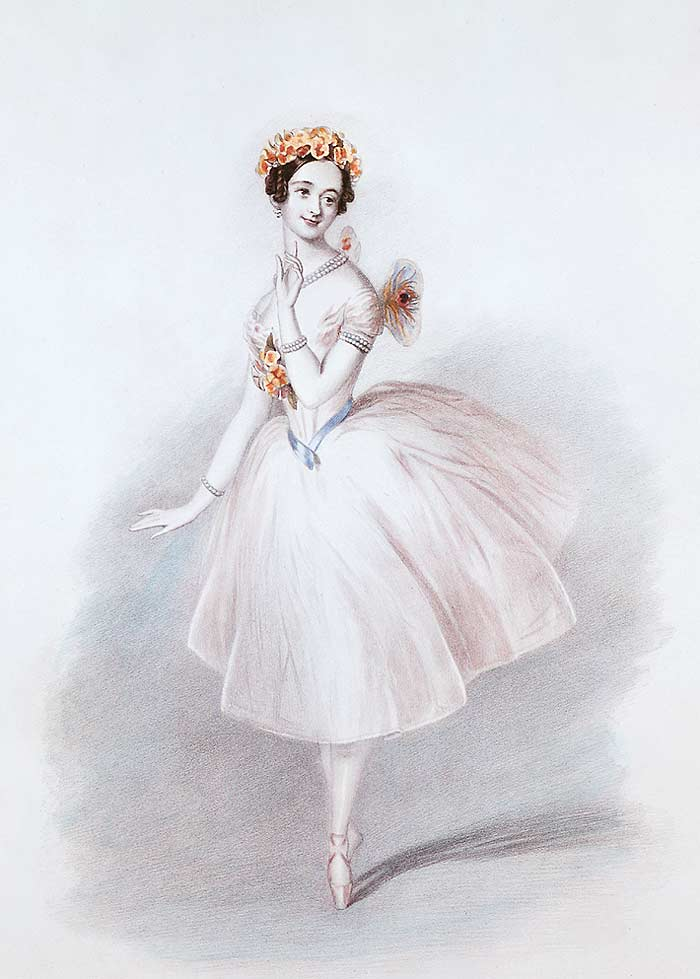
Марія Тальоні в ролі Сілфіди. 1832

Дочка балетмейстера і хореографа Філіппо Тальоні. Вчилася у  Відні, Стокгольмі, а потім в Парижі у балетмейстера Ф. Кулона та у свого батька — Філіппо Тальоні.
 Дебютувала у 1822 році у Відні в партії Мавки («Прийом юної німфи при палаці Терпсихори» на музику, аранжировану Дж. Россіні, балетмейстер Філіппо Тальоні).
У 1823 році виступала в театрі «Порт-Сен-Мартен» (Париж), у 1824—1826 роках — у Мюнхені та Штутгарті, з 1828 року — в Академії музики й танцю Гранд-Опера в Парижі, де зайняла становище провідної солістки.
Була першою виконавицею головних партій у балетах, поставлених Філіппо Тальоні:
- «Весталка»(1828),
- «Сицилієць»(1828),
- «Спляча красуня»(1828),
- «Сильфіда» (1832),
- «Наталі, або Швейцарська молочниця»(1832),
- «Повстання в сералі» (1833),
- «Діва Дунаю»(1836).

В історії балетного мистецтва Марія Тальоні залишилася, перш за все, неперевершеною Сильфідою.

Балет «Сильфіда» на музику композитора Ж. Шнейцгофера в постановці Філіппо Тальоні (прем'єра- березень 1832 року) ознаменував початок епохи балетного романтизму. Сучасники були вражені художньою досконалістю виконання головної партії, розкриттям поетичного змісту. Провідна тема романтизму — розлад мрії і дійсності — вперше була втілена на балетній сцені. Саме Сильфіда стала головною героїнею романтичного балету. Жіночий танець став домінувати над чоловічим. Балетмейстери епохи романтизму Філіппо Тальоні, Жан Караллі, Жюль Перро звели жіночий танець до рівня, недосяжного для чоловіків-танцюристів по виразності і технічної майстерності. На перший план в романтичному балеті вийшов сольний жіночий танець. 
 Саме для Марії Тальоні в 1839 році була зроблена перша балетна пачка по малюнку художника Ежена Ламі. І тоді ж вона вперше продемонструвала танець на пуантах (пальцях ніг).

Марія Тальоні гастролювала по всій Європі: від Лондона до Берліна і від Мілана до Санкт-Петербурга. У 1837—1842 роках вона щорічно виступала в Петербурзі. Тут Тальоні виконала, крім партій в балетах «Сильфіда», «Діва Дунаю», «Повстання в сералі» також головні партії в балетах, поставлених Філіппо Тальоні: «Гітана, іспанська циганка» (1838), «Міранда, або Корабельна аварія» (1833), «Тінь» (1839), «Креолка» (1839), «Морський розбійник» (1840), «Озеро чарівниць» (1840), «Аглая, або Вихованка Амура» (1841), «Герта» (1842) і «Дая» (1842).
В Петербурзі Тальоні мала величезний успіх. Збереглися численні захоплені висловлювання про її мистецтво не тільки рецензентів, але і найбільших російських літераторів. М. В. Гоголь писав: «Тальоні — повітря! Повітряніше ще нічого не бувало на сцені». А. І. Герцен називав її «абсолютно повітряною пір'їнкою райської пташки», М. П. Огарьов присвячував їй вірші.
```
Князь П.
 
А.
 
Вяземський присвятив їй вірші:
```

«Прости, волшебница! Сильфидой мимолётной

Она за облака взвилась. Счастливый путь!

Но проза здесь назло поэзии бесплотной:

Скажите, для чего крыло в башмак обуть?'»
У 1832 році Марія одружилася з графом де Вуазен, але продовжувала носити дошлюбне прізвище і не залишила сцени. Останній раз на сцену в Парижі Тальоні вийшла в 1844 році. Надалі вона гастролювала в багатьох містах Європи, в тому числі в Лондоні, де виступала у виставах Ж. Перро «Па де катр» (1845) і «Суд Паріса» (1846).
 В 1847 році Марія Тальоні назавжди залишила сцену.
 У 1859—1870 роках вона викладала в балетній школі Паризької опери.
 У 1870—1882 роках жила в Лондоні, викладала танці в аристократичних родинах. 
Деякий час жила з російським князем А. В. Трубецьким, від якого народила сина.
Під час франко-прусської війни прийшла звістка про загибель сина. На щастя, виявилося, що він живий, хоч і важко поранений. А через рік помер її батько, Філіппо Тальоні, що стало для неї нищівним ударом.
У 1870-х роках у Лондоні вона давала уроки танців аристократам — наприклад, навчала цій науці сина королеви Вікторії і принца Уельського.
Доживала вік Тальоні в бідності. Вона померла 22 квітня 1884 року, за день до свого 80-річчя. На її надгробку на цвинтарі Пер-Лашез стоїть епітафія: «O terre ne pese pas trop sur elle, elle a si peu pese sur toi» («Земля, не дави на неї занадто сильно, адже вона так легко ступала по тобі»).

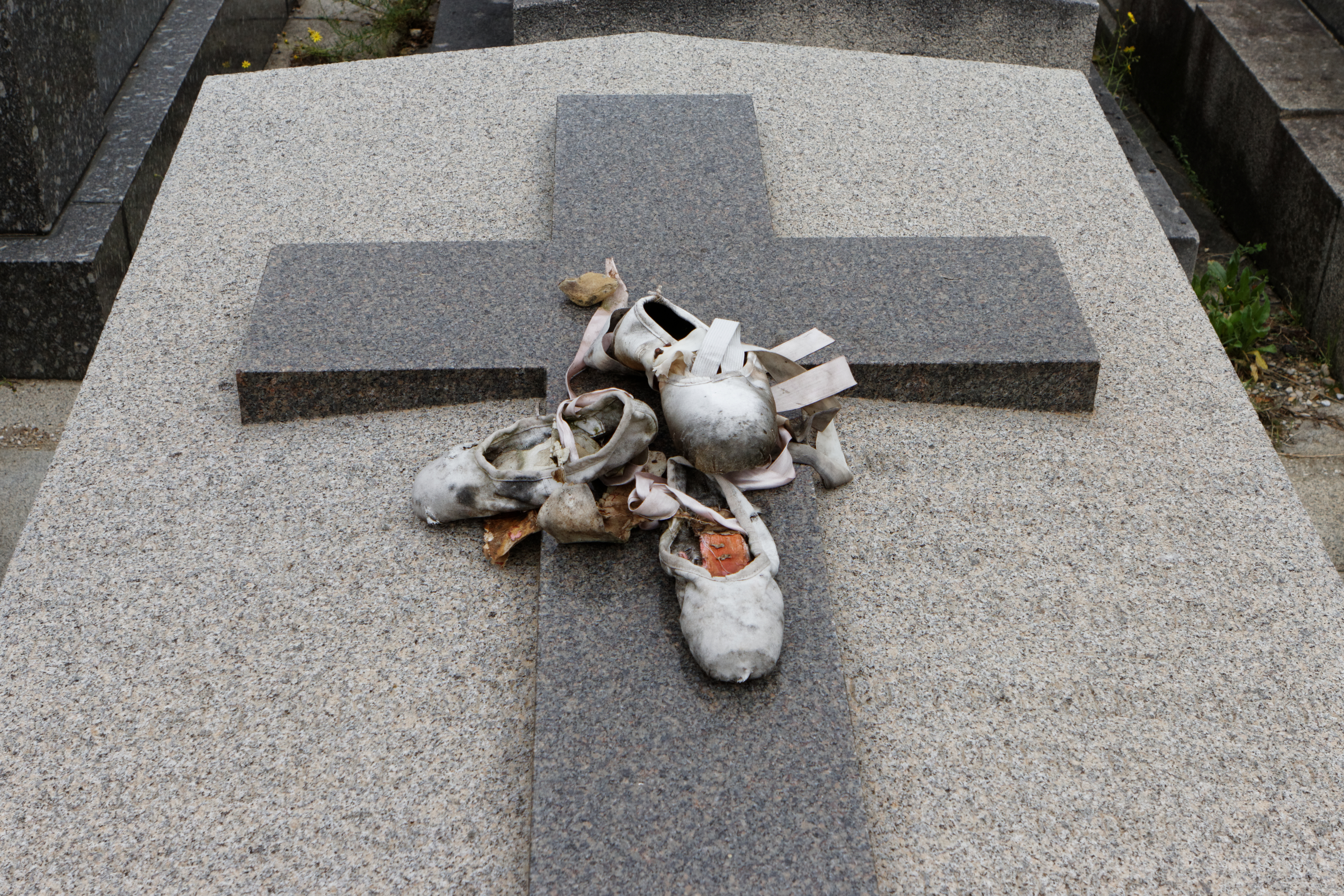
Надгробок Марії Тальоні на цвинтарі Пер-Лашез

## Визнання
Як писав один з критиків: «Марію Тальоні не можна називати танцюристкою: це — художниця, це — поетка в самому широкому сенсі цього слова. Поява Тальоні на нашій сцені принесла неймовірну користь всьому нашому балету, і особливо нашим молодим танцюристкам».
В історію балету Тальоні увійшла як видатна виконавиця головної партії в балеті «Сильфіда» (1832, Паризька опера).
Творчість Тальоні мала помітний вплив на сучасний їй балетний театр. Романтична спрямованість її мистецтва, художня досконалість форми залучали постійну увагу критиків і літераторів, високо цінувавших талант Тальоні (Ф. Кастілья-Блаз, Жуль Габріель Жанен, Теофіль Готьє, Теодор де Банвиль.
 Поети і музиканти присвячували їй свої твори (Віктор Гюго, Альфред де Мюссе, Е. Демар, Джакомо Мейєрбер, Іоган Штраус). 
Художники втілили її образ у численних гравюрах, малюнках і літографиях (Альфре́д Едвард Шало́н, Т. Вільям, А. Ж. Мейсон).

У 1833 році садівник Пеан-Сильвен представив у Франції новий сорт чайної троянди білого кольору з рожевою серцевиною, якому дав назву «Тальоні».

## Репертуар
Гофтеатр, Відень
- 10 червня 1822 — Німфа, «Прийом юної німфи до двору Терпсихори»*
- 17 грудня 1822 — «Прекрасна Арсена», хореографія Луї Анрі на збірну музику
- серпень 1823 — «Амазонки», хореографія Луї Анрі на збірну музику
- Pas de châle, концертний номер
- 29 травня 1824 — Венера, «Психея» Армана Вестриса

Театр Штутгарта
- «Побудження Венери Амуром»
- «Свято в гаремі»
- Pas de deux* (партнер — Поль Тальоні)
- 1825—1826 — Вікторина, «Ярмарок»* (Йеронимо — Джузеппе Турч (Турчетто); Амазонка, «Меч і спис»*
- 12 березня 1826 — Данина, «Данина, або Жоко, бразильська мавпа»* (Дон Меаро — Антон Штюльмюллер)
- Аглая, «Аглая»

Паризька Опера
- 23 липня 1827 — вставное pas de deux* на музику Йозефа Майзедера, прем'єра балету Анатоля Петі «Сицилієць» (партнер — Поль Тальоні)
- «Ціна танцю», вставний номер в опері Гаспаре Спонтини «Весталка»
- вставное pas de deux* в балеті Жана-Батіста Блаша «Марс і Венера, або Мережі Вулкана»
- 2 липня 1828 — Лідія, «Лідія» Жана-П'єра Омера, музика Луї Герольда
- 29 серпня 1828 — Венера", «Марс і Венера, або Мережі Вулкана» Жана-Батіста Блаша
- 17 грудня 1828 — Попелюшка, «Попелюшка» Альбера
- 23 лютого 1829 — Психея, «Психея» П'єра Гарделя, музика Жана Шнейцхоффера[* 3]
- 27 квітня 1829 — Повелителька наяд, «Красуня сплячого лісу» Жана-П'єра Омера, музика Луї Герольда
- 3 серпня 1829 — Тірольський танець, прем'єра опери Джоаккіно Россіні «Вільгельм Телль»[* 4]
- 3 травня 1830 — Нюка (танець рабині* в останньому акті балету Жана-П'єра Омера «Манон Леско», музика Фроманталя Галеві
- 30 серпня 1830 — вставне pas de deux в опері «Фернандо Кортес» (партнер — Жюль Перро)
- 13 жовтня 1830 — Золое, «Бог і баядерка, або Закохана куртизанка»*, опера-балет на музику Даніеля-Франсуа Обера, сценарій Ежена Скріба
- 14 березня 1831 — Флора, «Зефір і Флора» Шарля-Луї Дідло (Зефір — Жюль Перро)
- 21 листопада 1831 — Привид аббатіси Олени (танці черниць-примар*), прем'єра опери Джакомо Мейєрбера «Роберт-Диявол»
- 12 березня (1832),— Сильфіда, «Сильфіда»* на музику Жана-Мадлена Шнейцхоффера (Джеймс — Жозеф Мазільє)
- 7 листопада (1832),— Наталі, Наталі, або Швейцарська молочниця"*[* 5]
- 4 грудня (1833), — Зюльма, «Повстання в сералі»* на музику Теодора Лабарра (Ізмаїл — Жозеф Мазільє)
- 8 квітня 1835 — Брезилья, «Брезилья, або Плем'я жінок»* на музику Венцеля фон Галленберга (Замора — Жозеф Мазільє), «Романеска», танцювальний дивертисмент в опері Д.-Ф. Обера «Густав III, або Бал-маскарад» (партнер — Огюст Вестрис)
- 21 вересня 1836 — Флер-де-Шан, «Діва Дунаю»* на музику Адольфа Адана

Берлін
- травень 1830 — «Нова амазонка»

Лондон
- 3 червня 1830 — Флора, «Зефір і Флора» Шарля-Луї Дідло (відновлення Альбера, він же виконав роль Зефіру)
- 21 червня 1834 — «Полювання німф» на музику Даніеля-Франсуа Обера

Лондон, Королівський театр Хеймаркет
- 12 липня 1845 — Pas de Quatre Жюля Перро, (разом з Карлоттой Гризи, Фанні Черрито і Люсіль Гран)
- 24 липня 1845 — «Діана» Жюля Перро (він же виконав роль Эндимиона)
- 23 липня 1846 — Геба, «Суд Паріса» Жюля Перро (Паріс — Артур Сен-Леон, Венера — Фанні Черрито, Мінерва — Люсіль Гран)

Великий театр, Санкт-Петербург
- 23 листопада 1838 — Гітана, «Гітана, іспанська циганка»* (Фредерік — Микола Гольц)
- 1838 — Міранда, «Міранда, або Корабельна аварія»*
- 1839 — «Креолка»*
- 22 листопада 1839 — графиня Анжела, «Тінь»* на музику Людвіга Маурера (лицар Лоредан — Микола Гольц)
- 1840 — «Озеро чарівниць»*
- 5 лютого 1840 — «Морський розбійник»* на музику Адольфа Адана
- 1841 — «Аглая, вихованка Амура»*, «Дая, або Португальці в Індії»*
- 26 лютого 1842 — Герта, «Герта, або Цариця ельфрид»